# Breda Ba.25
Le Breda Ba.25 est un biplan militaire de l'entre-deux-guerres, conçu et produit par la Società Italiana Ernesto Breda. Il fut l'avion d'entrainement italien le plus utilisé dans les années 1930.

## Conception et développement
Le Ba.25 vola pour la première fois en 1931. Dessiné à la base comme un monoplace, le prototype fut converti en biplace par la suite. Les vols d'essai donnant satisfaction, la Regia Aeronautica ordonna une production de 100 Ba.25 biplace d'entrainement, l'instructeur et l'élève-pilote étant assis en tandem dans un cockpit ouvert. La production en série pris fin en 1935, mais à la demande de la Reggia aeronautica la production fut prolongée jusqu'en 1938, où elle totalisa 719 appareils. Cependant, d'autres versions et variantes , équipées, avec des moteurs Alfa Romeo Lynx ou Walter NZ-120 furent produites pour l'export ou l'utilisation privée.

## Utilisation opérationnelle
les Ba.25 restèrent en service au sein de la Regia Aeronautica, comme avion d'entrainement, jusqu'à la Deuxième Guerre mondiale. Beaucoup d'exemplaires furent saisis et reversés aux Alliés. Le Paraguay acheta 4 Breda Ba.25, dont un Ba.25-Idro, qui furent utilisés de 1939 à 1945 pour l'entrainement basique,.

## Pays utilisateurs
- Afghanistan
- Autriche
- Bolivie
- République de Chine
- Équateur
- Ethiopia
- Royaume de Hongrie
  - La Magyar Királyi Honvéd Légierő  (Armée de l'air royale hongroise) utilisa 3 exemplaires.
- Royaume d'Italie
  - Regia Aeronautica
  - Aviazione Legionaria
  - Aviazione Cobelligerante Italiana
- République sociale italienne
  - Aeronautica Nazionale Repubblicana
- Norvège
- Paraguay
  - L'Arma Aerea del Ejercito Paraguayo (Aviation militaire du Paraguay) utilisa trois Ba.25.
  - L'Aviación Naval Paraguaya (Aéronavale du Paraguay) utilisa un Ba.25 Idro.
- Espagne

## Versions
- Ba.25 (prototype) - Version monoplace
  - Ba.25/Lynx - Version de production biplace avec un moteur en étoile Alfa Romeo Lynx de 215 Ch (158 kW).
  - Ba.25/D.2 - Idem à la version Lynx mais avec un moteur en étoile Alfa Romeo D2 C.30 de 250 Ch (184 kW).
  - Ba.25/Mezzo-Asso - Idem à la version Lynx mais avec un moteur en ligne Isotta Fraschini Asso 200 (désigné aussi Mezzo Asso ou Semi-Asso) de 250 Ch (184 kW).
  - Ba.25 Ridotto - Version destinée à l'acrobatie aérienne avec une surface alaire réduite.
- Ba.25-I ("I" pour Idro) - Version avec flotteurs produite à 42 exemplaires.

### Variantes
- Breda Ba.26 (it) - Prototype avec une surface alaire agrandie et un nouveau moteur Walter NZ-120 de 130 Ch (96 kW)
- Breda Ba.28 (it) - Version destinée à l'export (Norvège, chine, Éthiopie...) avec moteur plus puissant Piaggio P.VII Z (en) de 380 Ch (279 kW) (moteur Gnome-Rhône 7K Titan Major construit sous licence par Piaggio)

## Médias

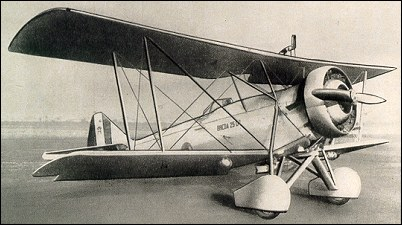
Vue de face d'un Breda Ba.25.
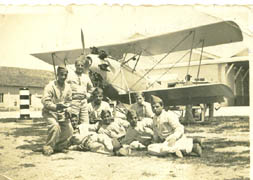
Élèves-pilotes italiens posant devant leur Breda ba.25 (Italie, années 1930).

### Aéronefs comparables
- de Havilland Tiger Moth
- NAF N3N Canary
- Yokosuka K5Y

### Variantes
- Breda Ba.26 (it)
- Breda Ba.28 (it)